# Hùng Tiến, Vĩnh Bảo
Hùng Tiến là một xã thuộc huyện Vĩnh Bảo, thành phố Hải Phòng, Việt Nam.
Xã Hùng Tiến có diện tích 5,72 km², dân số năm 2020 là 8439 người, mật độ dân số đạt 1256 người/km².

## Địa lý
Xã Hùng Tiến nằm ở phía Tây huyện Vĩnh Bảo có một đoạn ngắn quốc lộ 37 chạy qua phía Bắc. Xã có vị trí địa lý:
Phía Bắc giáp xã Vĩnh Long
Phía Đông Bắc giáp xã Trung Lập
Phía Nam giáp xã Tân Hưng và xã An Hòa
Phía Tây giáp xã Hiệp Hòa.
CÁC THÔN:
Bắc Tạ 1, Bắc Tạ 2, Đại Nỗ 1, Đại Nỗ 2, Phương Trì 1, Phương Trì 2, Phương Tường, Xuân Hùng
DANH NHÂN:
Phạm Tri Chỉ đỗ Đệ tam giáp đồng tiến sỹ xuất thân khoa Mậu Thìn (1568), niên hiệu Sùng Khang thứ 3, đời vua Mạc Mậu Hợp, làm quan Thái giám nhà Mạc, sau quy thuận nhà Lê - Trịnh làm quan tới chức Hữu thị lang. Quê giáp Cốc Thượng (cuối thời Lê - Trịnh là Tường Vân), xã (làng) Bắc Tạ, tổng Bắc Tạ, huyện Tứ Kỳ, phủ Hạ Hồng.